# Chari

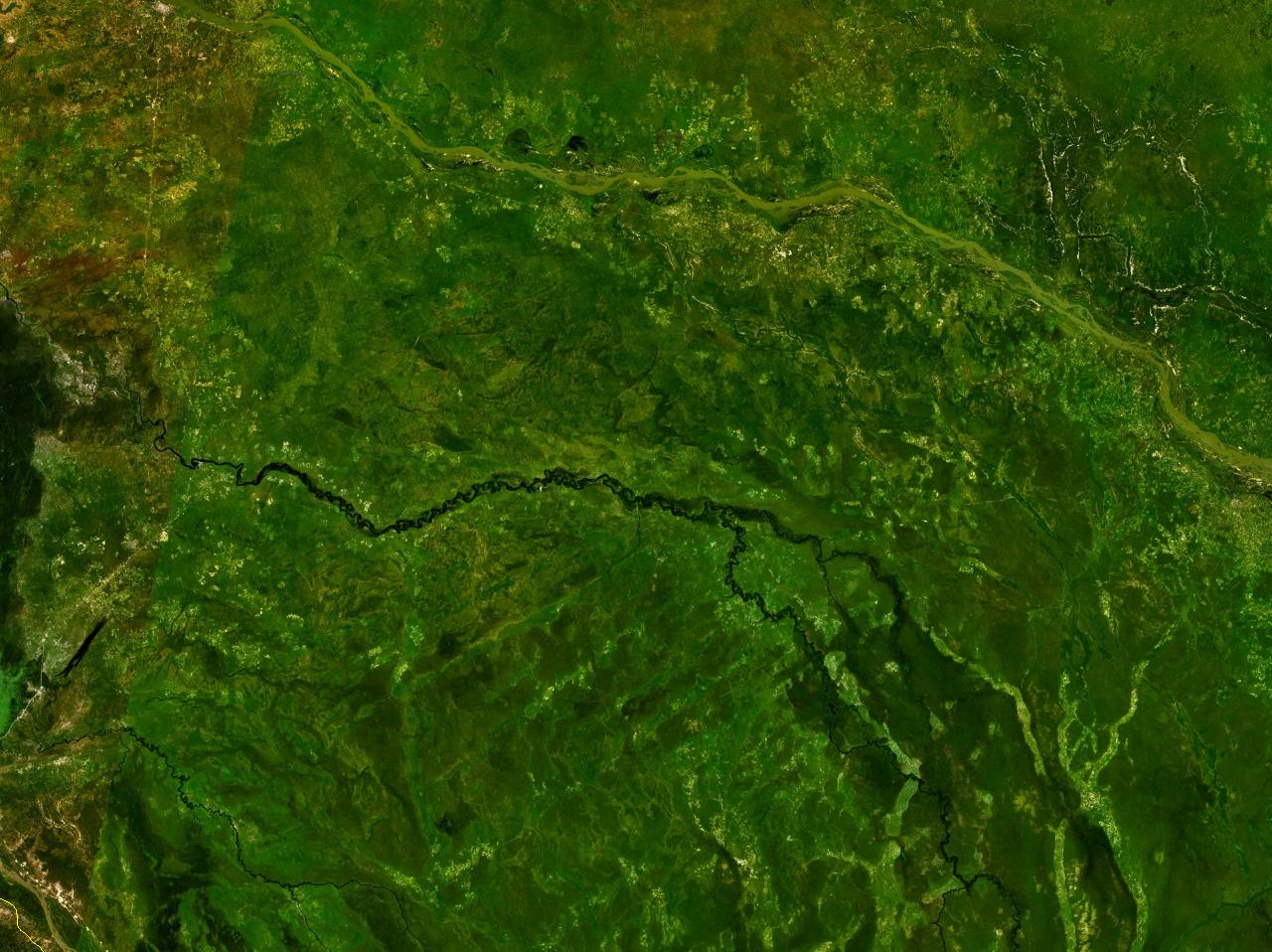
De Chari in Tsjaad

De Chari of Shari is een 949 kilometer lange rivier in Centraal-Afrika, die van de Centraal-Afrikaanse Republiek door Tsjaad in het Tsjaadmeer stroomt. Veel steden in Tsjaad, waaronder de hoofdstad Ndjamena, zijn geconcentreerd rond de Chari. Ze verstrekt 90% van al het water dat in het Tsjaadmeer stroomt.
- Virtual International Authority File: 315133283